# Aleyrodoidea
Aleyrodoidea è una superfamiglia di insetti dell'ordine dei Rincoti Omotteri, sezione Sternorrhyncha.
Questo raggruppamento sistematico si suddivide in due famiglie, di cui una ancora esistente, Aleyrodidae, comprendente insetti comunemente chiamati mosche bianche, l'altra fossile, Uraleyrodidae.